# Machaerium duckeanum
Machaerium duckeanum är en ärtväxtart som beskrevs av Frederico Carlos Hoehne. Machaerium duckeanum ingår i släktet Machaerium och familjen ärtväxter. Inga underarter finns listade i Catalogue of Life.